# Baxter International
Baxter International este o companie farmaceutică americană cu sediul la Deerfield, Illinois, ce este listată pe New York Stock Exchange.
Compania se concentrează în principal pe produse destinate tratării bolilor renale, precum și a altor afecțiuni medicale cronice și acute. În anul 2017, compania a înregistrat vânzări de 10,6 miliarde de dolari, împărțite în două divizii: BioScience și Medical Products. Divizia BioScience a companiei Baxter produce proteine recombinante și proteine din plasmă pentru tratarea hemofiliei și a altor tulburări de coagulare; terapii pe bază de plasmă pentru tratarea deficiențelor imunitare și a altor afecțiuni cronice și acute legate de sânge; produse pentru medicina regenerativă și vaccinuri. Divizia Medical Products a companiei Baxter produce produse intravenoase și alte produse utilizate în administrarea de fluide și medicamente pacienților; anestezice inhalatorii; servicii de producție sub contract și produse pentru tratarea bolii renale în stadiul final sau insuficiență renală ireversibilă, inclusiv produse pentru dializa peritoneală și hemodializa.